# 늘푸른중학교
늘푸른중학교(늘푸른中學校)는 대한민국 경기도 성남시 분당구 정자동에 위치한 공립 중학교이다.

## 학교 연혁
- 2005년 3월 1일 : 초대 이운기 교장 취임
- 2005년 3월 4일 : 늘푸른중학교 개교
- 2005년 3월 4일 : 제1회 신입생 입학(6학급 243명)
- 2008년 2월 15일 : 제1회 졸업(7학급 238명)
- 2022년 9월 1일 : 제8대 최경순 교장 취임
- 2024년 1월 2일 : 제17회 졸업장 수여식(215명)
- 2024년 3월 4일 : 제20회 신입생 입학식(8학급 236명) 총 22학급

## 참고 자료
- 늘푸른중학교 - 한국교육학술정보원 학교알리미